# 離斑帶蛺蝶
離斑帶蛺蝶是蛺蝶科蝴蝶的一種，出沒於印度西南部和部份東南西地區。

## 描述

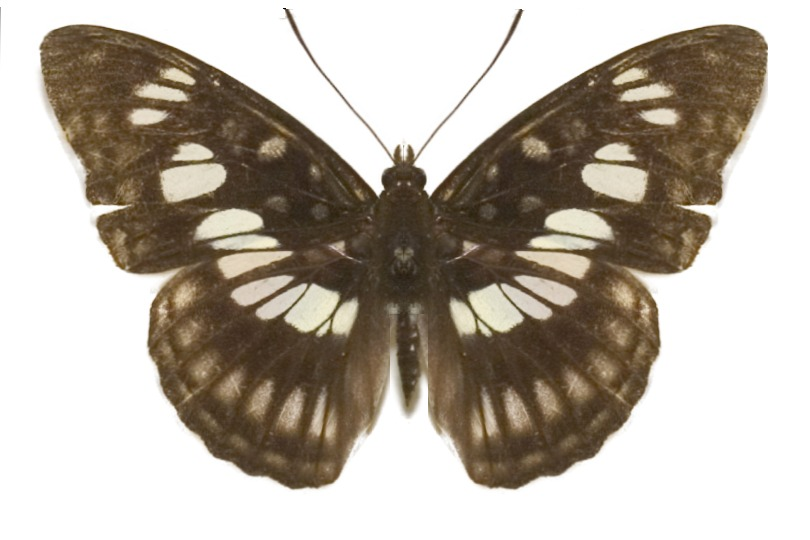
「離斑帶蛺蝶」的標本

上部：雄蝶為柔和的黑色，雌蝶則顯現著暗沈的褐色，在某種光線下，會滿佈著藍色的光澤。

## 分佈
印度的錫金邦和阿薩姆邦山區、不丹、緬甸的德林達依。亦發現於印度南部、西高止山脈和尼爾吉里丘陵。

## 生命史

### 食用植物
異株木犀欖（Olea dioica）和馬拉巴李欖（Linociera malabarica）。